# Pubalgie

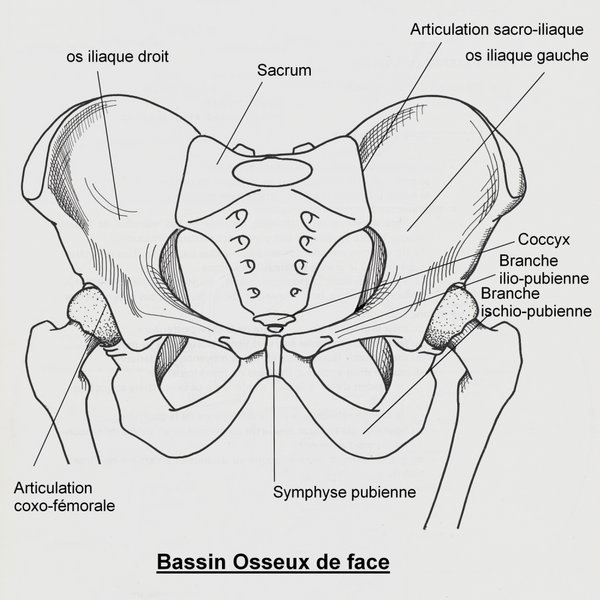
Schéma du bassin osseux.

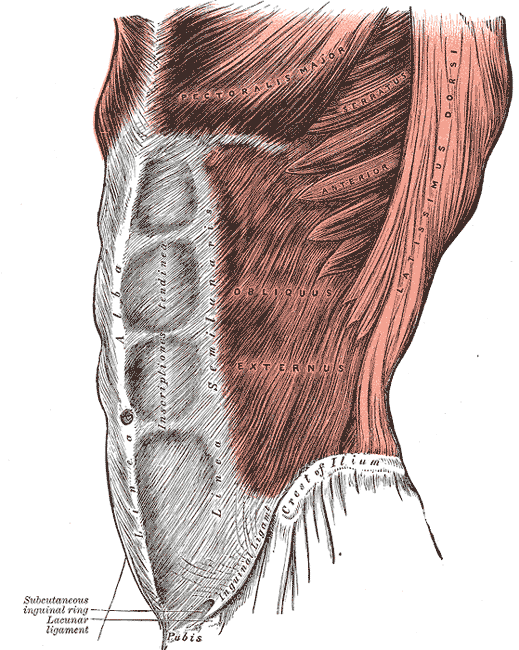
Paroi abdominale.

Une pubalgie est une douleur du pubis. Le terme est un mot-valise construit sur pubis et algie (une douleur sans lésion caractérisée).
On distingue essentiellement :
- la pubalgie du sportif, une tendinite d'un des nombreux muscles abdominaux qui se terminent par une lame fibreuse (ligne blanche, grand droit, oblique, etc.) ou de la cuisse (adducteur, abducteur, etc.) qui viennent s'insérer sur l'aile ilio-pubienne. Cette inflammation est due à une sollicitation répétée et traumatisante du tendon incriminé (footballeur : atteinte fréquente surtout des adducteurs, voire des abducteurs ; escrimeur : abducteurs) ;
- l'ostéïte pubienne, une atteinte de la symphyse pubienne ou une inflammation (périoste ou os) de la branche ilio-pubienne ;
- la fracture de la branche ilio-pubienne, après un choc direct ou une chute (surtout chez les sujets âgés).

## Pubalgie du sportif

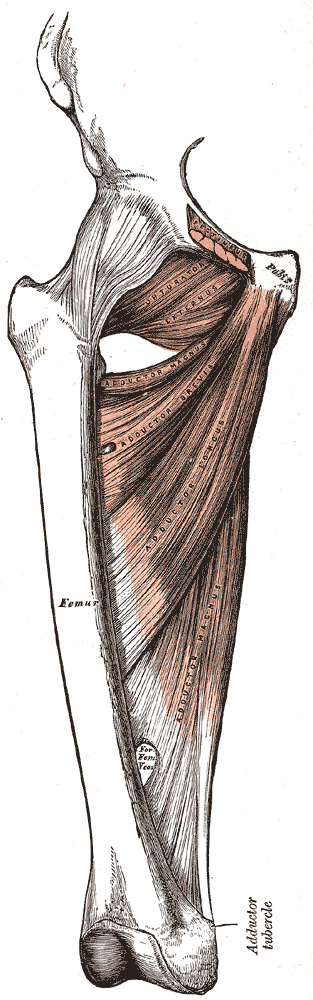

Décrite en 1932 par Spinelli dans un article sur une nouvelle maladie des sportifs : la pubalgie de l’escrimeur.
C'est une pathologie fréquemment rencontrée chez les footballeurs qui, en répétant les microtraumatismes et les tirs violents avec la jambe (shoots), favorisent une atteinte tendineuse des muscles de la jambe (surtout les muscles adducteur et abducteurs) et de quelques faisceaux des muscles abdominaux antérolatéraux, causée par les efforts répétés (comme pour l'épicondylite pour le coude), au niveau de leur insertion pubienne où se développe un phénomène inflammatoire.
L'escrimeur et l'haltérophile sont aussi des sportifs qui peuvent être atteints par ce type de tendinite.

Une séance d’échauffements avant un effort physique et une séance d’étirements après celui-ci permet de limiter les risques de survenue de la pubalgie.
L’absence de consensus, la variété des formes cliniques et le nombre de structures anatomiques impliquées dans la pubalgie ont abouti à un foisonnement considérable de publications scientifiques sans aucun socle commun. En langue française, une divergence encore vivace oppose les partisans d’une pathologie régionale à ceux qui réservent le terme de pubalgie à l’atteinte unique du canal inguinal. Dans la littérature anglo-saxonne, on retrouve le terme de lower abdominal pain syndrom, sports hernia, groin strain, Gillmore’s groin ou longstanding groin pain. Qu’il s’agisse de revue générale ou d’étude de cas, les pathologies traitées sous ces vocables mélangent les formes classiques de la pubalgie du sportif avec les pathologies articulaires de hanche, les lésions traumatiques du muscle psoas ou du fémoral antérieur et les fractures de fatigue. Toutefois une conception commune de la nosologie est retrouvée dans plusieurs revues générales ou travaux de référence sous le terme de « pubalgie du sportif » athletic pubalgia, une seule maladie du carrefour pubien liée à l’effort sportif. Cette maladie est fréquemment récurrente. Elle s’exprime de façon isolée mais très souvent combinée en quatre formes cliniques. Elle est causée par une anomalie anatomique (défaut de paroi du canal inguinal) et des déficits fonctionnels (raideur des ischio-jambiers et du psoas, faiblesse des abdominaux et des adducteurs) qui affaiblissent la région inguinale face aux forces de cisaillement. Avec la pratique sportive, des lésions secondaires vont apparaître comme l’atteinte micro-traumatique de la symphyse, des enthèses et le syndrome canalaire du nerf obturateur ou des nerfs ilio-inguinal et ilio-hypogastrique.

### Formes cliniques de la pubalgie du sportif
La pubalgie du sujet sportif peut présenter des formes diverses[réf. souhaitée] :
- l’ostéo-enthésopathie pubienne ;
- les atteintes pariétales et neurologiques du canal inguinal sans hernie cliniquement décelable ;
- les lésions de l’insertion des droits abdominaux ;
- les lésions myotendineuses et de l’insertion des adducteurs dont l’évolution peut être émaillée d’accident aigu ou de syndrome canalaire du nerf obturateur.

Plus rarement une pubalgie fébrile peut traduire une ostéoarthrite infectieuse ayant une origine hématogène (staphylococcique en général).

### Traitement
- Traitement médical :
  - antalgiques (paracétamol)
  - anti-inflammatoires non stéroïdiens (AINS)
- Physiothérapie, selon deux axes :
  - rééquilibrer la balance musculaire en diminuant la raideur anormale des adducteurs
  - renforcer la sangle abdominale
- En cas d’échec une solution chirurgicale peut être envisagée. Il existe deux variantes d’intervention : soit une détente des muscles adducteurs, ceux-ci étant considérés comme trop forts, soit une remise en tension des muscles larges de l’abdomen, ceux-ci étant considérés comme trop faibles.

## Ostéite pubienne
Elle a été décrite pour la première fois par Beer en 1924. Les ostéites du pubis proprement dites, non infectieuses, et les ostéomyélites du pubis qui ont une origine infectieuse, ont des symptômes et des traitements comparables. 

Elles peuvent être déclenchées après une intervention chirurgicale dans la région du périnée ou du bas-abdomen ; on peut aussi en trouver au décours d'un accouchement difficile avec souffrance et sollicitation excessive au niveau de la symphyse pubienne au moment de l'accouchement : la symphyse pubienne qui est un « fibro-cartilage » se déchire sous l'effort et peut s'enflammer puis éventuellement s'infecter.
Parmi les autres causes, on peut citer : les infections (prostatite, pyélonéphrite), et les causes rhumatologiques (polyarthrite rhumatoide, spondylarthrite ankylosante)

### Traitement
Le traitement dépend de la cause : antibiotiques, repos, antalgiques, voire anti-inflammatoires non stéroïdiens (AINS).
Si les AINS ne fonctionnent pas pour certains cas, une injection de corticostéroïdes dans le site de tension musculaire maximale peut être effectuée.
Lorsque les symptômes sont atténués, la réadaptation progressive peut commencer avec des exercices d’étirement et de renforcement des muscles de la hanche.
Dans certains cas, la prolothérapie (en) et l’hydrothérapie peuvent s’avérer efficace.

## Fracture
Cette fracture[précision nécessaire] est sans gravité si elle survient après une chute de sa hauteur (sujet âgé) ; elle provoque une pubalgie pendant 3 à 4 semaines.
L'interrogatoire permet de retrouver la notion de chute et l'âge du sujet permet d'écarter une pubalgie de sportif ; la radiographie viendra confirmer le trait de fracture.